# Io, una giudice popolare al Maxiprocesso
Io, una giudice popolare al Maxiprocesso è un film per la televisione docu-drama italiano trasmesso su Rai 1 il 3 dicembre 2020.
Diretto da Francesco Miccichè e prodotto da Stand by Me in collaborazione con Rai Fiction, il film ripercorre la storia del Maxiprocesso di Palermo tramite preziose interviste, filmati d'epoca e ricostruzioni di fiction. Parte del film è stato girato dentro l'aula bunker dove si tenne realmente la Camera di Consiglio del processo, mentre alcune riprese sono state realizzate nelle stanze di ristoro e in quelle in cui dormirono i giurati in quei 35 giorni. Caterina, protagonista della fiction, sintetizza il punto di vista delle giudici popolari Teresa Cerniglia, Maddalena Cucchiara e Francesca Vitale.

## Trama
Il 28 luglio 1985 Beppe Montana, vicequestore della Squadra Mobile di Palermo, viene assassinato da cosa nostra; una settimana dopo, la stessa sorte tocca al collega Ninni Cassarà. È sulle indagini svolte da Cassarà che i giudici Falcone e Borsellino si basano per preparare il Maxiprocesso.
L'insegnante Caterina viene chiamata a far parte della giuria popolare che va ad affiancare il presidente della Corte d'Asisse Alfonso Giordano e il giudice Pietro Grasso.
Il Maxiprocesso inizia il 10 febbraio 1986 nell'aula bunker del carcere dell'Ucciardone, costruita appositamente per ospitarlo. Il 16 dicembre 1987, al termine di una lunghissima camera di consiglio, viene letta la sentenza di primo grado: 19 ergastoli, 114 assoluzioni, 342 condanne e 2.655 anni di reclusione.
Al Maxiprocesso presero parte 476 imputati, 919 testimoni, 28 collaboratori di giustizia, 246 avvocati, migliaia di agenti delle forze dell'ordine, circa 600 giornalisti da tutto il mondo e 16 giudici popolari.

## Interventi
- Francesca Vitale, Membro della giuria popolare del Maxiprocesso
- Teresa Cerniglia, Membro della giuria popolare del Maxiprocesso
- Maddalena Cucchiara, Membro della giuria popolare del Maxiprocesso
- Pietro Grasso, Giudice del Maxiprocesso
- Alfonso Giordano, Presidente della Corte D'Assise del Maxiprocesso
- Vincenzo Mineo, Direttore dell'aula bunker durante il Maxiprocesso
- Leonardo Guarnotta, Giudice istruttore, membro del pool antimafia
- Mario Lombardo, Membro della giuria popolare del Maxiprocesso
- Giuseppe Ayala, Pubblico ministero del Maxiprocesso
- Salvatore Cusimano, Giornalista Rai
- Giovanni Paparcuri, Collaboratore del pool antimafia durante il Maxiprocesso
- Luciano Violante, Responsabile Giustizia e Antimafia PCI